# Psilotòpsides
Las psilotòpsides (Psilotopsida) són una antiga classe de plantes vasculars sense llavors que se situava dins la divisió Pteridophyta, segons la classificació de Smith et al. (2006)1. Es pot considerar un sinònim de la subclasse Ofioglòssides que va proposar el  "Pteridophyte Phylogeny Group" el 2016 quan es va reestructurar la divisió dels pteridòfits amb criteris filogenètics.
Conté dues famílies, Psilotaceae i Ophioglossaceae, ubicades en els ordres Psilotales i Ophioglossales, respectivament. Les afinitats d'aquests dos grups no estaven clares i alguns estudis moleculars van proposar a Psilotopsida com el grup germà de tots els altres pteridòfits (incloent Marattiaceae i Equisetaceae).